# Meunasah Dayah (Simpang Mamplam)
Meunasah Dayah is een bestuurslaag in het regentschap Bireuen van de provincie Atjeh, Indonesië. Meunasah Dayah telt 409 inwoners (volkstelling 2010).